# Corona real

Diseño genérico de una corona real.

La corona real es el símbolo de la autoridad de un monarca. Representada en heráldica civil, también simboliza soberanía. 

## Descripción
Está formada por un cerco o círculo de oro y enriquecido de piedras preciosas. Suele estar decorada con ocho florones con forma de hojas de apio, interpolados con ocho puntas de oro más bajas, terminadas en perlas e igual número de diademas de oro y cargado de perlas, rematadas con un orbe cruzado situado encima. 
Existen excepciones a esta definición, como la corona de los reyes de Inglaterra, que cuenta con cuatro diademas en vez de ocho, o la de San Esteban, que fue usada por los reyes de Hungría y posee una forma semejante a un casco. Igualmente la última posee un simbolismo y significado particular, único en la historia, pues es llamada Santa Corona Húngara y más que una joya de coronación representa el territorio, la población y el alma húngara, siendo ella misma la que reina realmente, y no los monarcas coronados (ellos lo hacen solo en nombre de la Santa Corona de Hungría).

## Corona real abierta
La corona real abierta, sin diademas ni orbe cruzado, fue la que se usó en España para representar en algunos casos a la antigua corona hasta el siglo XVI. Tiene el mismo diseño que la corona de infante. Actualmente el Reino de Baréin es el único que mantiene una corona real abierta, inspirada en una corona oriental.

## Galería

### Monarquías reinantes
| Arabia Saudita                                   | Andorra                                                                                    | Baréin                                   | Bélgica                                                                                   | Brunéi                                                                                  | Bután                                           |
| ------------------------------------------------ | ------------------------------------------------------------------------------------------ | ---------------------------------------- | ----------------------------------------------------------------------------------------- | --------------------------------------------------------------------------------------- | ----------------------------------------------- |
|                                                  |                                                                                            |                                          |                                                                                           |                                                                                         |                                                 |
| Corona Real de Arabia Saudita (Corona Heráldica) | Corona del Principado (Corona Heráldica)                                                   | Corona Real de Baréin (Corona Heráldica) | Corona Real de Bélgica (Corona Heráldica)                                                 | Corona del Sultán (Representación Heráldica)                                            | Corona Real de Bután (Representación Heráldica) |
| Camboya                                          | Dinamarca                                                                                  | España                                   | España                                                                                    | Jordania                                                                                | Kuwait                                          |
|                                                  |                                                                                            |                                          |                                                                                           |                                                                                         |                                                 |
| Corona Real de Camboya                           | Corona Real de Dinamarca                                                                   | Corona Real de España (Corona Heráldica) | Corona Tumular No es un tocado de autoridad, es un adorno para proclamaciones y funerales | Corona Real de Jordania (Corona Heráldica)                                              | Corona del Emir (Corona Heráldica)              |
| Liechtenstein                                    | Luxemburgo                                                                                 | Malasia                                  | Marruecos                                                                                 | Mónaco                                                                                  | Noruega                                         |
|                                                  |                                                                                            |                                          |                                                                                           |                                                                                         |                                                 |
| Corona del Príncipe (Corona Heráldica)           | Corona del Gran Duque (Corona Heráldica) Una corona real pese a tratarse de un Gran Ducado | Tocado Real de Malasia                   | Corona Real de Marruecos (Corona Heráldica)                                               | Corona del Príncipe (Corona Heráldica) Una corona real pese a tratarse de un Principado | Corona Real de Noruega                          |
| Omán                                             | Países Bajos                                                                               | Reino Unido                              | Suecia                                                                                    | Tailandia                                                                               | Tonga                                           |
|                                                  |                                                                                            |                                          |                                                                                           |                                                                                         |                                                 |
| Corona del Sultán (Corona Heráldica)             | Corona Real de Países Bajos                                                                | Corona de San Eduardo                    | Corona Real de Suecia                                                                     | Gran Corona de la Victoria                                                              | Corona Real de Tonga                            |

### Monarquías desaparecidas
| Francia                                                                         | Francia                                                              | Hungría                                                                     | Italia                                                                     | Italia                                                | Nepal                                                                                    |
| ------------------------------------------------------------------------------- | -------------------------------------------------------------------- | --------------------------------------------------------------------------- | -------------------------------------------------------------------------- | ----------------------------------------------------- | ---------------------------------------------------------------------------------------- |
|                                                                                 |                                                                      |                                                                             |                                                                            |                                                       |                                                                                          |
| Representación heráldica de la Corona Real de Francia                           | Corona del rey Luis XV de Francia                                    | Corona de San Esteban                                                       | Corona de Hierro de los Reyes de Italia (483-1806)                         | Corona Real de la Monarquía italiana (1861-1946)      | Corona Real del Reino de Nepal usada en el escudo de armas                               |
| Portugal                                                                        | Portugal                                                             | Portugal                                                                    | Portugal                                                                   | Portugal                                              | Sri Lanka                                                                                |
|                                                                                 |                                                                      |                                                                             |                                                                            |                                                       |                                                                                          |
| Corona Real cerrada con forro púrpura de los Reyes de Portugal, siglos XVIII-XX | Representación heráldica de la Corona Real cerrada con forro púrpura | Representación heráldica de la Corona Real cerrada con cinco arcos visibles | Representación heráldica de la Corona Real cerrada con tres arcos visibles | Representación heráldica de la Corona Real abierta    | Representación heráldica de la Corona Real de Sri Lanka, usada durante el Reino de Kandy |
| Otras coronas reales                                                            |                                                                      |                                                                             |                                                                            |                                                       |                                                                                          |
|                                                                                 |                                                                      |                                                                             |                                                                            |                                                       |                                                                                          |
| Corona Real de Baviera                                                          | Corona de San Venceslao (Bohemia)                                    | Representación heráldica de la Corona Real de Bulgaria                      | Representación heráldica de la Corona Real de Egipto                       | Representación heráldica de la Corona Real de Georgia |                                                                                          |
|                                                                                 |                                                                      |                                                                             |                                                                            |                                                       |                                                                                          |
| Representación heráldica de la Corona Real de Grecia                            | Representación heráldica de la Corona Real de Polonia                | Corona Real de Prusia                                                       | Corona de Acero (Rumanía)                                                  | Corona Real de Serbia / Yugoslavia                    |                                                                                          |